# إلموود بارك (إلينوي)
إلموود بارك (بالإنجليزية: Elmwood Park)‏ هي بلدة وقرية تقع في الولايات المتحدة في مقاطعة كوك، إلينوي. يقدر عدد سكانها بـ 24,883 نسمة .

## المدن التوأمة
مدينة فروزينوني هي مدينة توأمة لـإلموود بارك (إلينوي).

## أعلام
- إد ميريل
- راي نيتشكه